# 경남퀴어문화축제
대한민국의 경남퀴어문화축제(Gyeongnam Queer Culture Festival, GNQCF)는 2019년 경상남도에서 처음 열린 성소수자 축제이다. 약칭으로 경퀴라고도 한다.  창원시에서 제1회 경남퀴어문화축제를 개최하였으며, 2020년에는 코로나19로 인하여 온라인으로 제2회 경남퀴어문화축제를 개최하였다.

## 역사

### 2019년 제1회 경남퀴어문화축제
2019년 11월 30일 제1회 경남퀴어문화축제가 <무지갯빛 해방물결, 완성은 경남이다!>라는 슬로건으로 경상남도 창원시 성산구 창원광장 남측도로에서 개최되었다. 경남지역 성소수자 인권모임과 대학 성소수자 모임, 정의당 경남도당, 경남녹색당, 국가인권위원회 부산인권사무소, 주미국부산영사관 등 32개의 부스 35개 단체의 행사 부스가 마련 되었다.

## 행사
경남퀴어문화축제는 크게 부스행사와 공연, 퀴어퍼레이드 등으로 구성된다.

## 같이 보기
- 퀴어문화축제
- 프라이드 퍼레이드
- 대한민국의 성소수자 인권단체